# مارک امرس

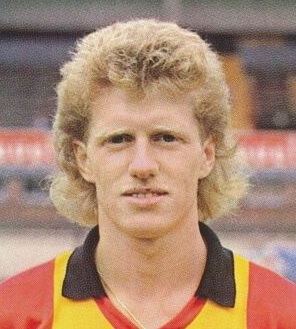
مارک امرس در سال ۱۹۸۸

مارک امرس فرانسوی: Marc Emmers‎ بازیکن فوتبال اهل بلژیک و عضو تیم ملی فوتبال بلژیک است که در تاریخ ۱۹ ژانویه ۱۹۸۸ میلادی اولین بازی ملی‌اش را مقابل تیم ملی فوتبال اسرائیل انجام داد. او در ۳۷ بازی ملی حضور داشت و جمعاً ۲۸۳۹ دقیقه برای تیم ملی فوتبال بلژیک به میدان رفت. مارک امرس آخرین بازی ملی خود را در تاریخ ۷ سپتامبر ۱۹۹۴ میلادی در برابر تیم ملی فوتبال ارمنستان انجام داد. وی در بازی‌های ملی‌اش ۲ گل به ثمر رساند.